# William Hoare

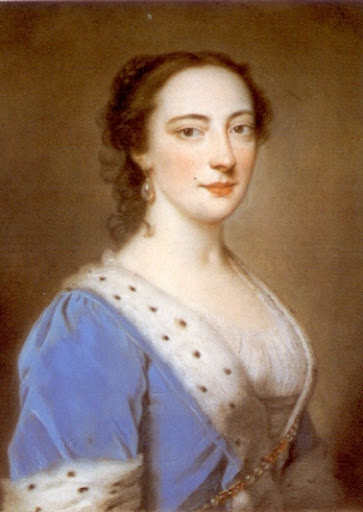
Retrato de Mary Howard, Duquesa de Norfolk, de William Hoare.

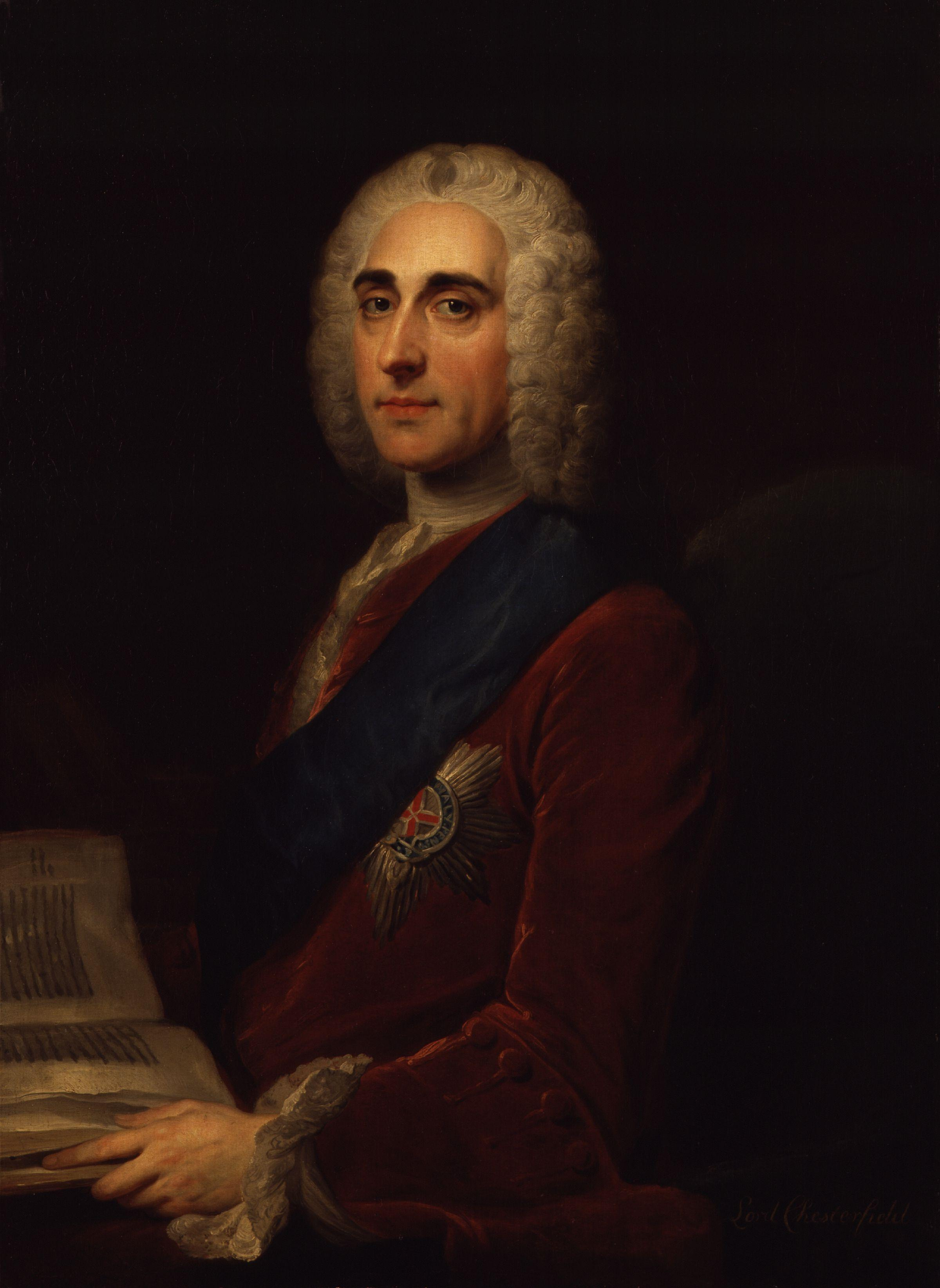
Philip Dormer Stanhope, 4º Conde de Chesterfield por William Hoare.

William Hoare, de Bath RA (c. 1707 - 12 de dezembro de 1792) foi um retratista, pintor e gravurista inglês. De c. 1740 a 1759, ele foi o principal retratista a óleo em Bath, Somerset, até a chegada de Thomas Gainsborough à cidade. Notável por seus pastéis, era membro da Academia Real Inglesa.

## Vida
Nascido perto de Eye, Suffolk, Hoare recebeu uma educação de cavalheiro em Faringdon. Ele mostrou aptidão para desenhar e foi enviado a Londres para estudar com Giuseppe Grisoni, que havia deixado Florença para Londres em 1715. Quando Grisoni retornou à Itália em 1728, Hoare foi com ele, viajando para Roma e continuando seus estudos sob a direção de Francesco Imperiali. Permaneceu em Roma por nove anos, retornando a Londres em 1737/8.
Não conseguindo se estabelecer em Londres, Hoare se instalou em Bath, uma cidade termal em expansão, popular entre as classes mais ricas. Ele obteve inúmeras comissões, sendo as mais importantes retratos oficiais de líderes sociais da época (incluindo George Frideric Handel) e políticos (por exemplo, primeiros-ministros Robert Walpole e William Pitt, 1º conde de Chatham, c.1754). Existem várias versões da maioria delas, sugerindo que ele tinha um estúdio, e elas foram divulgadas pela produção de mezzotints pelos principais gravuristas da época. O próprio Hoare era um gravurista delicado e publicou uma série de imagens particulares, principalmente de familiares e amigos, incluindo uma senhorita Hoare (provavelmente Mary), Christopher Anstey e o terceiro duque de Beaufort. Seus pastéis foram influenciados por Rosalba Carriera.
William Hoare foi o primeiro retratista da moda a se estabelecer em Bath, e permaneceu como o principal retratista da cidade até a chegada de Thomas Gainsborough em 1759. Ele continuou sendo o favorito de seu poderoso patrono, o duque de Newcastle, sua família, seguidores e associados políticos. Entre seus outros patronos importantes estavam incluídos os condes de Pembroke e Chesterfield e o duque de Beaufort. Com Gainsborough e Joshua Reynolds, ele foi um membro fundador da Academia Real.
Hoare esteve intimamente envolvido com a administração do Royal Mineral Water Hospital, em Bath, desde 1742. Ele atuou como diretor do hospital, e familiarizou-se com os notáveis visitantes de Bath e as famílias donas das terras vizinhas. Chalmers o descreveu como "um pintor inglês engenhoso e amável". Ele morreu em Bath, em 12 de dezembro de 1792.
Seu filho, o Príncipe Hoare, alcançou fama como pintor e dramaturgo. Sua filha, Mary Hoare, também foi uma pintora notável. 

## Galeria

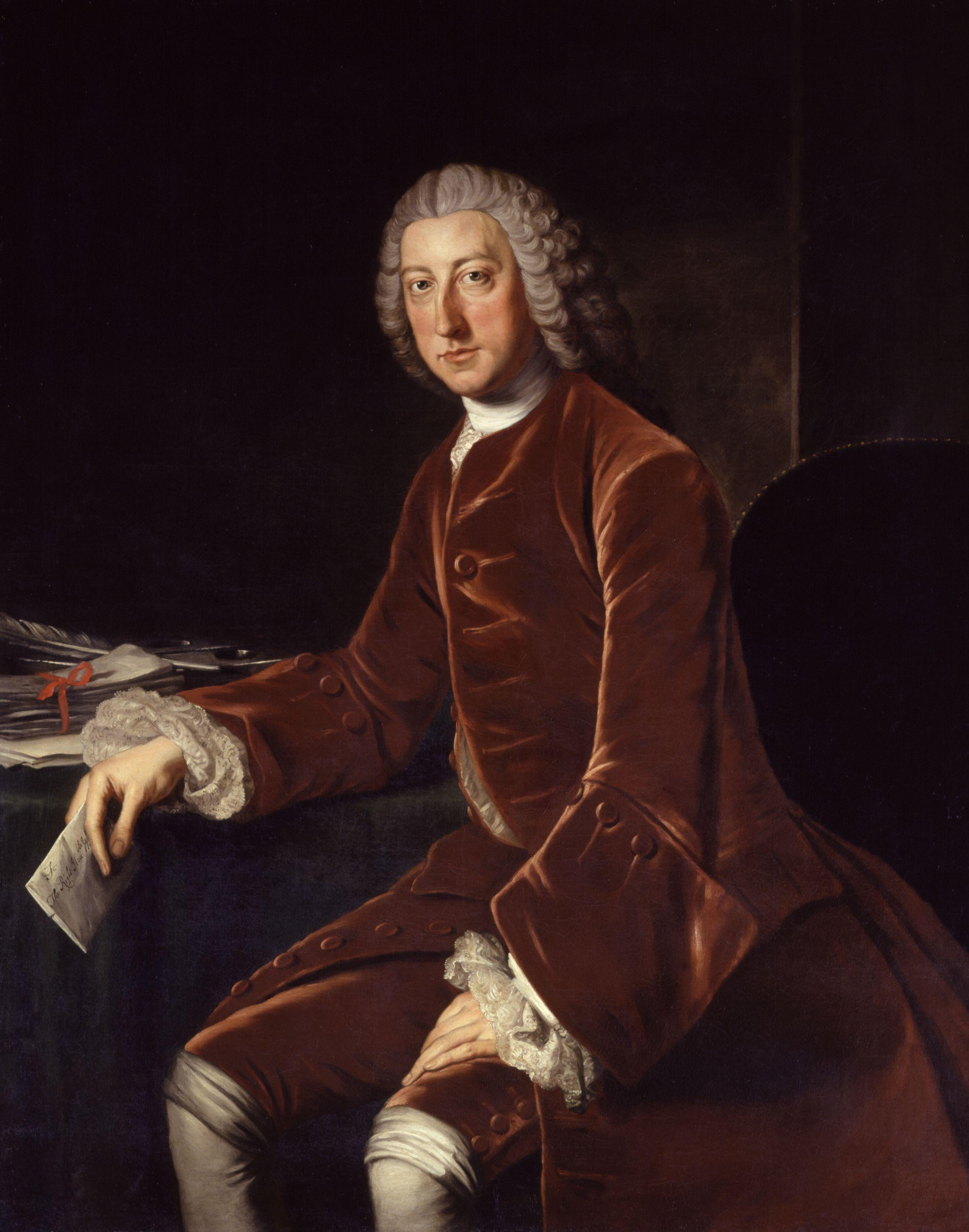
William Pitt, 1º Conde de Chatham
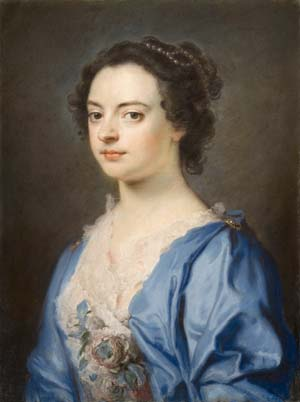
Retrato de uma senhora
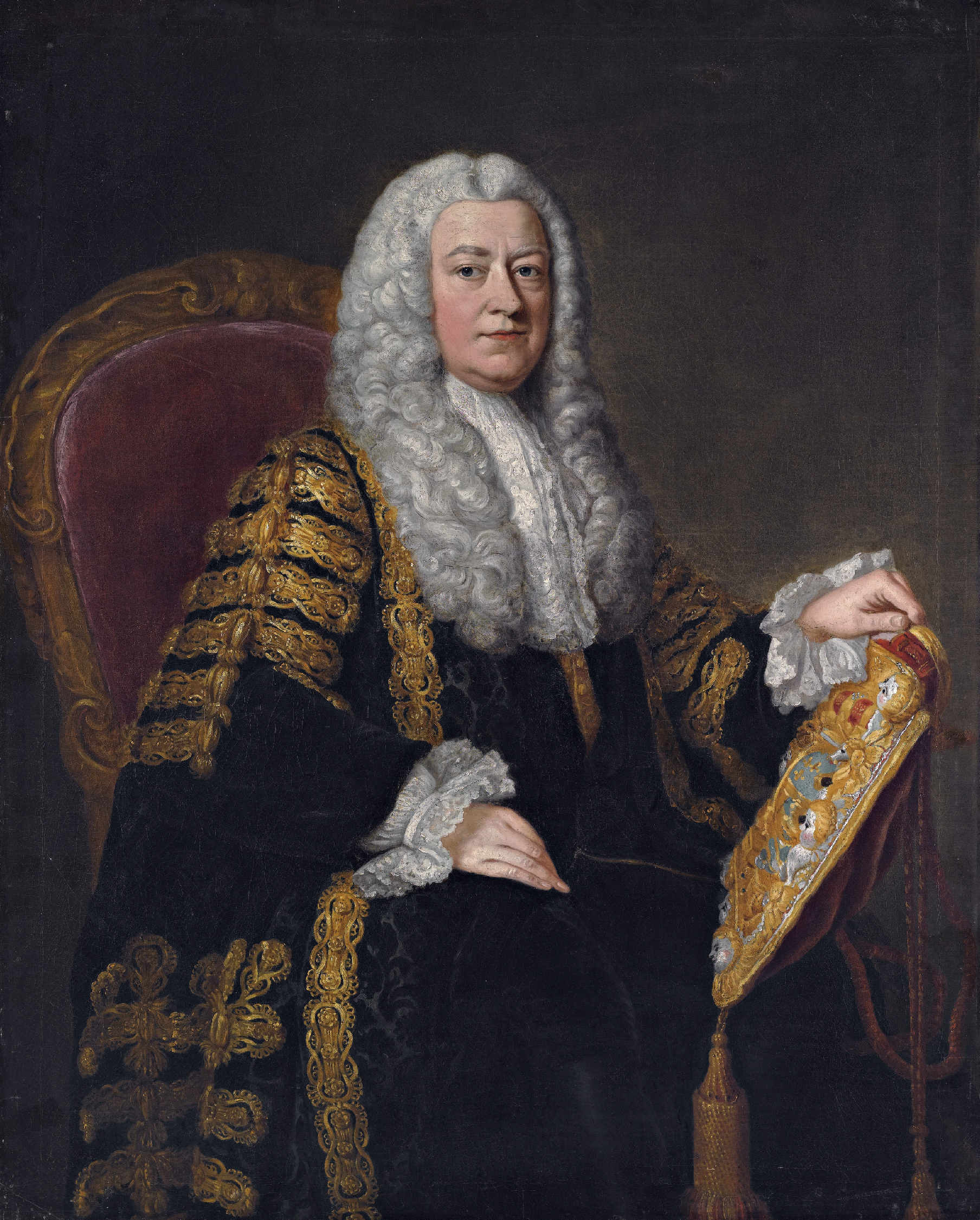
Philip Yorke, 1º Conde de Hardwicke